# Ranunculanae
 Ranunculanae  – nadrząd roślin z klasy Ranunculopsida Brongn. w systemie Reveala. W nowszych systemach (system APG I, APG II) ani podklasa, ani klasa nie jest wyróżniana. Taksony skupione przez Reveala w nadrzędzie są w istocie grupą niemal monofiletyczną, jedynie zaliczone tu w randze rzędu piwoniowce Paeoniales okazały się kladem w obrębie skalnicowców Saxifragales (oznaczony tam w randze rodziny jako piwoniowate Paeoniaceae). Ze względu na bliskie pokrewieństwo pozostałych grup roślin w systemie APG III zaliczane są one wszystkie w randze rodzin do rzędu jaskrowców Ranunculales.

## Systematyka
Podział taksonu w systemie Reveala (1993–1999)
- Rząd: Berberidales Dumort., Anal. Fam. Pl.: 44 1829 – berberysowce
- Rząd: Circaeasterales Takht., Divers. Classif. Fl. Pl.: 97 1997
- Rząd: Glaucidiales Takht. ex Reveal, Novon 2: 238 1992
- Rząd: Lardizabales Loconte in D.W. Taylor & L.J. Hickey, Fl. Pl. Orig. Evol. & Phylog.: 274 1995 – krępieniowce
- Rząd: Menispermales Bromhead, Edinburgh New Philos. J. 25: 132 1838 – miesięcznikowce
- Rząd: Paeoniales Heintze, Cormofyt. Fylog.: 12, 97 1927 – piwoniowce
- Rząd: Papaverales Dumort., Anal. Fam. Pl.: 44 1829 – makowce
- Rząd: Ranunculales Dumort., Anal. Fam. Pl.: 44 1829 – jaskrowce